# ターキージャンキー
『ターキージャンキー』は、にわのまことによる日本のプロレス漫画作品。『週刊コミックバンチ』（新潮社）にて2001年2号から2002年7・8号までシリーズ連載された。単行本は全3巻。

## 概要
連載当時、存在が明らかになりタブー視されていたプロレスのブック、アングルをテーマにストロングスタイルのプロレス団体プロレスリングAsiaで一人エンターテイメントスタイルで試合を行う滝念五郎のショープロレスに対する拘りを描く。ストーリーとしてショープロレス嫌いのアトラス冴木が滝を潰そうと理不尽な試合、ブック、シュートをしかけるというアングルを展開した。

## 登場人物
滝念五郎（たき ねんごろう）
プロレスリング事務所Asia（エイジア）所属のプロレスラー。給料はすべて風俗につぎ込み、いつもキセルをふかしている。かなりの実力者だが、エンターテインメントとしてのプロレスを貫くためにピエロに徹することでいつも負けており、いつも騒動を起こす。
素顔の他にマスクマンとしても試合をこなし、リングネームは「ターキー・アミューズメントパーク」。マスクは七面鳥の顔を象ったもの。入場時には翼をイメージしたガウンを着用する。必殺技は直立した相手への垂直式ダイビング・ヘッドバット「ターキー・スパイク」。
神戸出身で幼い妹の美千代を阪神・淡路大震災で失っている。
小山田伸（おやまだ しん）
柔道の金メダリスト。将来を嘱望される日本柔道界のエースだったが、アマには敵がいないとしてプロレスラーに転向。Asiaでショー要素をなくした試合を行う予定だったが、滝とのスパーリングに敗れて弟分になり、マスクマン・チーム「クラブ・ターキー」を結成するハメになるが実はプロレスが好きでキャリア作りとして柔道を始めていた。
マスクマンとしてのリングネームは「ターキー2号」。
アル
滝のペットのアルマジロ。滝の指示でギミック（ショー的演出のための爆薬や花火など）のリモコンを操作したり、携帯電話を用いた諜報活動を行うなど、とても優秀。
川村安奈（かわむら あんな）
ヒロイン。Asiaの営業部所属。美人でスタイルもよく、頭もいい。
アトラス冴木（ - さえき）
Asia社長で元はカリスマ的なプロレスラー。いつも騒動を起こす滝に頭を悩ませているが、白昼堂々不倫していた所をクラブ・ターキーに襲撃され滝の自主退団を決意する。上記の震災当日にはAsiaが神戸での興行を予定しており滝がレスラーになるきっかけにもなっている。
山岡鉄心（やまおか てっしん）
Asiaの若手教育の責任者。その厳しさから鬼軍曹と呼ばれる。滝の隠れた実力を買っている。
木田イサオ（きだ - ）
滝の師匠であり、その技巧からマットの職人と呼ばれる。打撃、関節、投げのオールラウンダー。得意技はグラウンドでの複合関節技「キダ・クラッチ」。
実はかつてアメリカ・マット界を震撼させた伝説のヒール“タロー・キダ”。ヒールとしての必殺技（凶器）は、有刺鉄線を巻きつけた竹刀「TSURUGI」。
財前光（ざいぜん ひかる）
滝の同期生。アトラス冴木に心酔するアメリカ帰りのリアルファイト派。
山中金剛力（やまなか こんごうりき）
アトラス冴木の右腕として長年Asiaを支えてきたベテランレスラー。ミスターXとして財前とタッグを組む。必殺技は剛力を活かしたラリアート「コンゴウ・ハンマー」。
ラナ
滝が御用達にしているイメクラの風俗嬢。滝の大ファンで、彼のピエロ姿に隠された悲しみを見抜く。